# متلازمة التقيؤ الدوري
متلازمة التقيؤ الدوري (Cyclic vomiting syndrome) هو حالة تظهر أعراضها كغثيان شديد وتقيؤ وأحيانًا كآلام معوية أو صداع أو صداع نصفي. عادة ما يتطور المرض خلال مرحلة الطفولة ما بين سن الثالثة والسابعة على الرغم من أنه يخف خلال فترة المراهقة إلا أنه قد يعود في مرحلة البلوغ.

## خصائص المريض
متوسط عمر ظهور أعراض المرض يتراوح مابين سن الثالثة إلى سن السابعة ولكن قد تم تشخيص مصابين تصل اعمارهم إلى ستة أيام وبالغين تصل أعمارهم إلى ثلاث وسبعون سنة وقد يتراوح تأخير ظهور الأعراض مابين سنتين وسبعة أشهر إلى ثلاث سنوات. وتظهر الأعراض لدى النساء أكثر من الذكور بمعدل سبعة وخمسون إلى ثلاثة وأربعون. وقد يحدث المرض لجميع الأعراض ولكن يبدو بأن القوقازيين هم الشريحة الأكبر تأثرًا به.

## العوامل الوراثية
يظهر لدى العديد من المصابين بالمرض تاريخ عائلي بحالات متعلقة كالصداع النصفي في امهاتهم وأقاربهن من الأمهات ممايوحي بوراثة الميتوكوندريا. وقد ارتبط الجزء القاعدي واعادة ترتيب الحمض النووي في حمض نووي الميتوكوندريا بهذه الصفات حيث اقترح ان مرض مرض تشارلز داروين الذي يصيب البالغين يعود لهذه المتلازمة.

## خلفية المرض
قد يتقيأ المصابون بالمرض من ست إلى اثنتاعشرة مرة خلال الساعة الواحدة وقد تستمر الحلقة الواحدة من ساعات إلى أكثر من ثلاثة اسابيع وفي بعض الحالات يتطور الامر إلى ان يصل إلى عدة أشهر متوسط ساعاتها واحد واربعون ساعة. وقد يتقيأ المصاب بعض الأحماض ومادة المرة الموجودة في الكبد وبعض الدم في حال كان التقيؤ حادًا. وقد يقوم بعض المصابين بشرب الماء لتقليل تأثير الأحماض والمرة على المريء خلال فترة الركود. وعادة مايكون المريض طبيعيًا وبصحة جيدة خلال الفترة التي يقضيها بين حلقات التقيؤ الا انه قد يكون بحالة ضعف واعياء أو يعاني من آلام في العضلات. وبأعلى تقدير تحدث نصف الحالات في وقت متعلق أو متشابه وكل واحدة منها تكون متشابهة بحد كبير حيث قد تحدث بشكل شبه يومي أو عدة مرات خلال عدة أشهر ولكن البعض لايكون لديهم شكل معلوم لحدوة الحالات حيث يعانون من مقدمات لها مثل الغثيان الشديد والشحوب وأحيانًا إلى حساسية قوية للضوء والصوت والضغط والحرارة مع قدوم آلام في العضلات وإعياء. ومن الممكن أن يحدد غالبية المصابين المشغلات التي تسبب هذه الأمور كبعض الاطعمة والالتهابات مثل البرد والحيض والمجهود البدني القوي وقلة النوم والضغوط النفسية الايجابية والسلبية على حد سواء. وخلال حدوث هذه الأعراض قد يتعرض المصاب إلى حساسية من الضوء والصوت وبشكل أقل من الحرارة والضغط. وقد يحس بعض المصابين برغبة قوية بالاستحمام في مياه باردة أو ساخنة كما يعاني اخرون من احساس بعدم الراحة أو الام كالوخز في العمود الفقري واليدين والقدمين يتبعها ضعف في كلتا الساقين. وبعض هذه الاعراض قد تأتي بسبب الجفاف أكثر من أي مسببات أخرى مجهولة من المرض.

## تحقيقات التشخيص ومعاييره
لم يتم تحديد سبب المرض حتى الآن؛ كما لا يوجد أي اختبارات لتشخيص الإصابة به. وقد تشابه أعراض أمراض أخرى هذا المرض. ومن المهم أن يتم التعرف عليها حتى يتجنب ضمها لهذا المرض. وإذا تم استبعاد كل الأسباب الأخرى الممكنة فقد يكون التشخيص بمتلازمة التقيؤ الدوري أمرًا ملائمًا.
هناك بعض المعايير التي تساعد على تشخيص المرض، ومن أساسياتها أن:
1. يكون هناك ثلاث فترات سابقة من الغثيان الحاد أو الخفيف والتقيؤ، وأحيانًا ألم يستمر من ساعات إلى أيام أو حتى أشهر.
2. دخول فترات خالية من الأعراض تدوم من أسابيع إلى أشهر.
3. استبعاد التمثيل الغذائي أو الجهاز الهضمي أو العصبي المركزي أو الهيكلي أو مرض بيوكيميائي مثل الأشخاص المصابين بمرض في الأمعاء.

عندما يتم عمل تحقيق رسمي لاستبعاد مشاكل الجهاز الهضمي أو أي مسببات أخرى، فلا يوجد هناك أي حاجة لإعادتها مستقبلًا. وانتشار الحالة ليس واضحًا، حيث تقترح دراستان منشورتان على الأطفال المصابين أن 2٪ من الأطفال في عمر الدراسة قد يعانون من متلازمة التقيؤ الدوري ولكن التشخيصات فيها بعض المشاكل. وعندما ازدادت المعلومات عن المرض في السنوات الأخيرة زادت حالات الإصابة به؛ وهذا ما يشير إلى وجود اتجاه لعدم اكتشاف بعض المصابين وبذلك قد تكون مؤشرات الرقم الحقيقي أعلى مما هو ظاهر الآن.